# Трехтельборн
Трехтельборн (нім. Tröchtelborn) — громада в Німеччині, розташована в землі Тюрингія. Входить до складу району Гота. Складова частина об'єднання громад Нессеауе.
Площа — 5,67 км2. Населення становить 300 ос. (станом на 31 грудня 2021).